# IC 1256
IC 1256 је спирална галаксија у сазвјежђу Херкул која се налази на листи објеката дубоког неба у Индекс каталогу.
Деклинација објекта је + 26° 29' 11" а ректасцензија 17h 23m 47,3s. Привидна величина (магнитуда) објекта IC 1256 износи 13,5 а фотографска магнитуда 14,3. IC 1256 је још познат и под ознакама UGC 10829, MCG 4-41-7, CGCG 140-17, KARA 805, IRAS 17217+2631, PGC 60203.